# Хракот-Перож
Хракот-Перож (Гракот-Перож, Ракот-Перож; арм. Հրաքոտ-Պերոժ) — гавар провинции Пайтакаран Великой Армении.

## География
Вопрос точного географического расположения Хракот-Перожа остаётся дискуссионным. Согласно одной из версий, гавар располагался на Мильской равнине (арм. Միլի (Մովական) դաշտ) и на его территории находился город Пайтакаран. По другой, Хракот и Перож — два гавара на разных берегах Куры.
Хракот-Перож находился на северо-востоке провинции Пайтакаран. На западе он граничил с Ротпацианом, на юго-западе — с гаваром Варданакерт, на юге — с Рот-и-Багой. Восточной границей гавара было побережье Каспия, а северной — река Кура, отделявшая гавар от кавказских племён.

### Современность
В настоящее время историческая территория Хракот-Перожа входит в состав Азербайджанской Республики. Северная часть гавара, то есть непосредственно Мильская долина, соответствует восточной части Нефтечалинского района, а южная часть входит в Ленкоранский район.

## История
В первой половине V века Сасанидский Иран захватывает Хракот-Перож и присоединяет к Атрпатакану.